# Megascops alagoensis
Megascops alagoensis (лат.) — вид птиц из семейства совиных.

## Этимология
Видовое название дано в честь бразильского штата Алагоас.

## История изучения
В выделении нового вида сыграли роль и генетические исследования, и анализ записей вокализации птиц.

## Распространение
Обитают в Южной Америке, в Атлантическом лесу на территории Бразилии. Встречаются на очень ограниченной территории в штатах Алагоас и Пернамбуко (известны 3 локации в первом, 1 во втором), где леса подвергаются сильной фрагментации. Это представляет опасность для будущего данного вида.

## Описание голотипа
Красная морфа. Верхняя часть тела красного цвета с более тёмными продольными полосами поперек спины. Грудь красноватая с тёмно-красными тонкими продольными полосками. Брюхо желтоватое с тёмно-коричневыми продольными полосами и несколькими пересекающими их горизонтальными полосами. Несколько беловатых или белых пятен между брюшными горизонтальными полосами. Надхвостье рыжевато-коричневое с более светлыми поперечными полосами, подхвостье серое со слабой полосатостью. Радужная оболочка жёлтая, клюв и цевка серые.